# اغبالو آيت القاق (تخفيست)
اغبالو آيت القاق هو دُوَّار يقع بجماعة أوكايمدن، إقليم الحوز، جهة مراكش آسفي في المملكة المغربية. ينتمي الدوّار لمشيخة تخفيست التي تضم 7 دواوير. يقدر عدد سكانه بـ 931 نسمة حسب الإحصاء الرسمي للسكان والسكنى لسنة 2004.

## روابط خارجية
- البوابة الوطنية للجماعات الترابية
- المندوبية السامية للتخطيط